# Andrew Johnson (Skilangläufer)
Andrew Johnson (* 3. Januar 1978 in Coupeville) ist ein ehemaliger US-amerikanischer Skilangläufer.

## Werdegang
Johnson wurde im Jahr 1996 US-amerikanischer Juniorenmeister und trat international erstmals bei den Junioren-Skiweltmeisterschaften 1998 in Pontresina in Erscheinung. Dort belegte er den 44. Platz über 10 km Freistil, den 40. Rang über 10 km Freistil und den 12. Platz mit der Staffel. Seine ersten Rennen im Continental-Cup lief er im November 1999 in Vernon, die er auf dem 12. Platz über 10 km Freistil und dem siebten Rang über 15 km klassisch beendete. Im Januar 2001 gab er in Soldier Hollow sein Debüt im Weltcup und erreichte mit dem 25. Platz im 30-km-Massenstartrennen seine beste Einzelergebnis im Weltcup. Diese Platzierung wiederholte er im folgenden Jahr in der Doppelverfolgung in Falun und holte damit letztmals Weltcuppunkte. Bei den Olympischen Winterspielen 2002 in Salt Lake City belegte er den 51. Platz über 50 km klassisch und den 21. Rang im 30-km-Massenstartrennen und bei den Nordischen Skiweltmeisterschaften 2003 im Val di Fiemme den 38. Platz in der Doppelverfolgung, den 37. Rang über 50 km Freistil und den 12. Platz mit der Staffel. In der Saison 2003/04 holte er in Soldier Hollow seine ersten Siege im Continental-Cup und errang in der Saison 2004/05 beim Nor-Am Cup dreimal den zweiten und je einmal den ersten und dritten Platz. Zudem gewann er im Sommer 2004 den Merino Muster. Beim Saisonhöhepunkt, den Nordischen Skiweltmeisterschaften 2005 in Oberstdorf, kam er auf den 49. Platz im Skiathlon, auf den 45. Rang über 15 km Freistil und auf den 11. Platz mit der Staffel. Im Januar 2006 wurde er US-amerikanischer Meister im 30-km-Massenstartrennen. Seine besten Resultate bei den Olympischen Winterspielen 2006 in Turin waren der 34. Platz im 50-km-Massenstartrennen und zusammen mit Kris Freeman, Lars Flora und Carl Swenson der 12. Rang in der Staffel. In der Saison 2006/07 siegte er beim Australia/New Zealand Cup im 15-km-Massenstartrennen im Snow Farm und absolvierte in Davos seine letzten Weltcuprennen, die er auf dem 59. Platz über 15 km Freistil und auf dem 11. Rang mit der Staffel beendete. Bei den Nordischen Skiweltmeisterschaften 2007 in Sapporo errang er den 76. Platz über 15 km Freistil und den 50. Platz im Skiathlon. Nach seiner Karriere war er 2008 und 2009 nordischer Assistenztrainer an der University of Utah und ist seit 2014 Cheftrainer des nordischen Skiprogramms am Middlebury College.

## Teilnahmen an Weltmeisterschaften und Olympischen Winterspielen

### Olympische Spiele
- 2002 Salt Lake City: 21. Platz 30 km Freistil Massenstart, 51. Platz 50 km klassisch
- 2006 Turin: 12. Platz Staffel, 34. Platz 50 km Freistil Massenstart, 32. Platz 30 km Skiathlon, 51. Platz 15 km klassisch

### Nordische Skiweltmeisterschaften
- 2003 Val di Fiemme: 12. Platz Staffel, 37. Platz 50 km Freistil, 38. Platz 20 km Doppelverfolgung
- 2005 Oberstdorf: 11. Platz Staffel, 45. Platz 15 km Freistil, 49. Platz 30 km Skiathlon
- 2007 Sapporo: 50. Platz 30 km Skiathlon, 76. Platz 15 km Freistil

## Siege bei Continental-Cup-Rennen
| Nr. | Datum             | Ort            | Disziplin                   | Serie                     |
| --- | ----------------- | -------------- | --------------------------- | ------------------------- |
| 1.  | 20. Dezember 2003 | Soldier Hollow | 10 km Freistil              | Continental-Cup           |
| 2.  | 21. Dezember 2003 | Soldier Hollow | 15 km Verfolgung            | Continental-Cup           |
| 3.  | 10. Januar 2005   | Soldier Hollow | 15 km Verfolgung            | Nor-Am Cup                |
| 4.  | 10. August 2006   | Snow Farm      | 15 km klassisch Massenstart | Australia/New Zealand Cup |